# Gumercinda Páez
Gumersinda Paez, född 1904, död 1991, var en panamansk politiker.
Hon blev 1945 sitt lands första kvinnliga parlamentariker jämsides med Esther Neira de Calvo. 